# Phyllonorycter pumilae
Phyllonorycter pumilae är en fjärilsart som först beskrevs av Ermolaev 1981.  Phyllonorycter pumilae ingår i släktet guldmalar, och familjen styltmalar. Inga underarter finns listade i Catalogue of Life.